# Motorola Moto G (prima generazione)
Il Motorola Moto G di prima generazione, anche conosciuto come Moto G 2013, è uno smartphone Android di fascia media prodotto da Motorola Mobility disponibile dal 13 novembre 2013. Questo smartphone è disponibile in diverse varianti, tra cui una dual SIM (XT1033), CDMA per le reti statunitensi (XT1028), ed una versione LTE con slot di schede microSD (XT1039).

## Specifiche

### Schermo
Lo schermo ha una diagonale di 4.5 pollici con risoluzione 1280 × 720 e una densità di 326 ppi. Il tipo di display utilizzato è un LCD con tecnologia IPS mentre il vetro è un Gorilla Glass 3, il quale garantisce resistenza contro cadute e graffi.

### Audio e ricezione
Il Moto G è dotato di speaker posteriore, situato accanto all'obiettivo della fotocamera.

### Fotocamera
Il Moto G è dotato di un sensore posteriore da 5 megapixel, con flash LED, HDR, autofocus. Mentre per quella anteriore è da 1,3 megapixel. L'acquisizione video massima è di 720p a 60 fps.

### Memoria
Il Moto G è disponibile in due tagli: da 8 GB (di cui 5,5 GB utili) e da 16 GB (di cui 13 GB utili). I dati vengono memorizzati in una memoria eMMC non espandibile. La versione 4G invece è disponibile solo con taglio da 8 GB con l'aggiunta della memoria espandibile con schede microSD.

### Batteria
Il telefono monta una batteria ricaricabile non rimovibile da 2070 mAh, ricaricabile tramite cavo micro USB.

### CPU e RAM
Il Moto G è equipaggiato con un SOC Qualcomm Snapdragon 400 con architettura Cortex-A7, quad-core da 1.2 GHz, affiancato da un 1 GB di memoria RAM. Monta una GPU Adreno 305 dual-core da 450 MHz.

## Disponibilità
Il telefono è disponibile dal 13 novembre 2013 per l'Europa e il Brasile, mentre dal 4 dicembre 2013 per gli USA e per il resto del mondo.
In Italia è disponibile dal 12 dicembre (8GB) e da gennaio 2014 nel taglio da 16GB. Dal 30 giugno è disponibile la versione 4G, che si differenzia dal modello classico per l'aggiunta delle connessioni LTE e la memoria interna espandibile tramite MicroSD.